# Горін Геннадій Олександрович
Геннадій Олександрович Горін (рос. Геннадий Александрович Горин; нар. 11 грудня 1972, Орел, СРСР) — російський відеоблогер і стример.

## Життєпис

### Дитинство та юність
Народився 11 грудня 1972 року в російському місті Орел. Батько працював інженером, мати — токарем. Геннадій з дитинства страждав розладами мовлення. Через заїкання з 1980 по 1991 рік навчався у школі-інтернаті. Закінчивши школу, працював на будівництві та вантажником у магазині.

### Кар'єра
У 2012 році Геннадію подарували ноутбук, і він почав записувати свої перші відеоролики. 2017 року в Інтернеті завірусилися відеоролики «Не двигайте табуретками» та «Я не понял, что вы делаете в моём холодильнике?», після чого Геннадій став інтернет-мемом. У 2018 році створив канал на YouTube і швидко почав набирати популярність. 2019 року отримав срібну кнопку, а 2020 — золоту .
За свою блогерську кар'єру Геннадій кілька разів видаляв канал і заявляв, що покидає YouTube, але пізніше знову повертався на майданчик і відновлював відеоролики .
З 2022 проводить прямі ефіри на платформі Twitch .

## Сім'я
- Батько — Олександр Іванович Горін (1941—2008) — інженер, помер у віці 67 років від серцевого нападу.
- Мати — Ніна Карпівна Горіна (Дерюгіна) (нар. 1937) — працювала токарем.
- Брат — Едуард Олександрович Горін (нар. 1969) — працював разом із Геннадієм на будівництві. За словами Геннадія, його брат теж страждає на проблеми з мовленням. Одружений, має двох синів: Олександра та Артема.

### Особисте життя
З 2001 по 2007 рік був одружений з Ольгою Миколаївною Сорокіною. Дітей у подружжя не було. Згодом Ольга вдруге вийшла заміж за іншу людину і народила двох синів.

## В культурі
У 2017 році блогер став прообразом головного героя фільму Олега Мавроматті «Мавпа, страус і могила» . У 2023 році вийшло продовження фільму Мавроматті «Горезвісне покоління: Зелений слоник 2» (рос. Пресловутое поколение: Зелёный слоник 2).